# Colonia Paraíso las Flores
Colonia Paraíso las Flores är en ort i Mexiko.   Den ligger i kommunen Yecapixtla och delstaten Morelos, i den sydöstra delen av landet, 70 km söder om huvudstaden Mexico City. Colonia Paraíso las Flores ligger 1 677 meter över havet och antalet invånare är 209.
Terrängen runt Colonia Paraíso las Flores är kuperad åt sydost, men åt nordväst är den platt. Runt Colonia Paraíso las Flores är det ganska tätbefolkat, med 199 invånare per kvadratkilometer. Närmaste större samhälle är Cuautla Morelos, 11,9 km väster om Colonia Paraíso las Flores. Omgivningarna runt Colonia Paraíso las Flores är en mosaik av jordbruksmark och naturlig växtlighet.